# نقطه دور
نقطه دور (انگلیسی: Farpoint) یک بازی واقعیت مجازی تیراندازی اول شخص می‌باشد که توسط سونی اینتراکتیو انترتینمنت برای پلی‌استیشن ۴ در سال ۲۰۱۷ ساخته شده‌است. این بازی مورد تحسین منتقدان قرار گرفت و نامزد بهترین بازی واقعیت مجازی سال در جوایز بازی ۲۰۱۷ شد.